# Billy Wilder
Billy Wilder (22 tháng 6 năm 1906 – 27 tháng 3 năm 2002) là một nhà điện ảnh người Mỹ gốc Áo. Trong vai trò đạo diễn, biên kịch, nhà sản xuất, ông đã cho ra đời hơn 60 bộ phim trong sự nghiệp kéo dài hơn 50 năm, nhiều tác phẩm trong số đó như The Lost Weekend, Some Like It Hot, Sunset Boulevard được đã được coi là những bộ phim kinh điển của Điện ảnh Mỹ. Billy Wilder là đạo diễn thành công trong nhiều thể loại phim, từ phim đen, phim chiến tranh cho tới phim hài, ông là một trong những nhà làm phim nổi bật nhất của Hollywood giai đoạn hoàng kim thập niên 1930 và 1940. Trong sự nghiệp của mình Wilder đã giành tổng cộng 6 giải Oscar ở nhiều hạng mục và được đề cử cho 15 giải Oscar khác, trong Danh sách 100 phim hay nhất của Viện phim Mỹ ông là một trong 3 đạo diễn có 4 phim lọt vào danh sách.

## Tiểu sử
Billy Wilder, tên khai sinh Samuel Wilder, sinh năm 1906 tại Sucha Beskidzka, Đế quốc Áo-Hung (nay thuộc Ba Lan) trong một gia đình Do Thái làm nghề kinh doanh bánh kẹo. Sau đó gia đình Wilder chuyển tới Viên nơi Billy theo học phổ thông và Đại học Viên rồi bỏ giữa chừng để trở thành nhà báo. Để phát triển sự nghiệp Wilder quyết định tới sống và làm việc tại Berlin, Đức.

## Sự nghiệp
Trong thời gian làm việc ở Đức, Billy Wilder bắt đầu hoàn thiện khả năng viết kịch bản phim, ông cùng một số đồng nghiệp như Fred Zinnemann và Robert Siodmak đã viết kịch bản cho bộ phim Menschen am Sonntag (1929). Sau khi Adolf Hitler lên nắm quyền, Wilder, một người Do Thái, phải bỏ Berlin để tới Paris rồi sau đó di cư sang Hoa Kỳ năm 1933.
Billy Wilder bắt đầu sự nghiệp điện ảnh ở Hollywood trong vai trò biên kịch. Thành công đầu tiên của ông là kịch bản bộ phim Ninotchka (1939), một tác phẩm của Ernst Lubitsch với vai chính được giao cho Greta Garbo. Bộ phim sau khi công chiếu đã nhận được nhiều phản ứng tích cực, bản thân Wilder cũng có được đề cử giải Oscar đầu tiên ở hạng mục Kịch bản chuyển thể. Trong vòng 12 năm, Wilder và Charles Brackett, đồng tác giả kịch bản của Ninotchka, viết chung rất nhiều kịch bản khác trong đó có nhiều tác phẩm thành công như Hold Back the Dawn hay Ball of Fire.
Năm 1942 Billy Wilder đạo diễn bộ phim đầu tay của ông có tựa đề The Major and the Minor. Năm 1944 tài năng đạo diễn của Wilder được khẳng định với bộ phim đen xuất sắc Double Indemnity, tác phẩm được coi là đỉnh cao của dòng phim đen Hollywood trong đó hai nhân vật chính (do Barbara Stanwyck và Fred MacMurray thủ vai) tìm cách tạo ra một vụ giết người hoàn hảo để dành tiền bảo hiểm. Hai năm sau Double Indemnity, Billy Wilder có được hai giải Oscar đầu tiên ở hạng mục đạo diễn và kịch bản chuyển thể cho bộ phim The Lost Weekend, tác phẩm lớn đầu tiên của Hollywood đề cập tới tệ nghiện rượu. Năm 1950 Wilder cho ra đời Sunset Boulevard, một trong những tác phẩm xuất sắc nhất của ông. Trong thập niên 1950, Wilder còn cho ra đời nhiều phim có nội dung u ám khác như Ace in the Hole (1952), Stalag 17 (1953) hay Witness for the Prosecution (1957).
Kể từ giữa thập niên 1950, Billy Wilder bắt đầu hướng tới một thể loại phim khác, đó là phim hài. Ông lập tức giành được nhiều thành công trong thể loại này với những phim hài xuất sắc như Sabrina (1954), The Seven Year Itch (1955), Some Like It Hot (1959) hay The Apartment (1960). Năm 1966, Billy Wilder có đề cử Oscar cuối cùng với The Fortune Cookie. Kể từ cuối thập niên 1960, sự nghiệp của Wilder bắt đầu đi xuống khi các bộ phim của ông như The Private Life of Sherlock Holmes, Fedora hay Buddy Buddy không nhận được phản ứng tốt từ giới phê bình và công chúng, Buddy Buddy (1981) cũng là bộ phim cuối cùng trong sự nghiệp của đạo diễn. Bản thân các hãng phim Hollywood cũng không còn ưa thích phong cách của Wilder và không tiếp tục giao phim cho ông đạo diễn.
Năm 1986 Billy Wilder được Viện phim Mỹ trao Giải Thành tựu trọn đời, hai năm sau ông được Viện Hàn lâm Khoa học và Nghệ thuật Điện ảnh trao Giải tưởng niệm Irving G. Thalberg. Năm 1993 ông đoạt giải Gấu vàng danh dự của Liên hoan phim Berlin. Năm 1994, ông được Viện Goethe của Đức trao tặng Huy chương Goethe. Billy Wilder qua đời năm 2002 tại Los Angeles, California, ông được chôn cất tại Westwood Village Memorial Park Cemetery bên cạnh nhiều diễn viên yêu thích của ông như Jack Lemmon hay Marilyn Monroe.

## Giải Oscar
| Năm        | Hạng mục            | Tác phẩm                    |
| Giành giải |                     |                             |
| 1946       | Kịch bản chuyển thể | The Lost Weekend            |
| 1946       | Đạo diễn            | The Lost Weekend            |
| 1951       | Kịch bản gốc        | Sunset Boulevard            |
| 1961       | Kịch bản gốc        | The Apartment               |
| 1961       | Đạo diễn            | The Apartment               |
| 1961       | Phim hay nhất       | The Apartment               |
| Đề cử      |                     |                             |
| 1940       | Kịch bản chuyển thể | Ninotchka                   |
| 1942       | Kịch bản chuyển thể | Hold Back the Dawn          |
| 1942       | Kịch bản gốc        | Ball of Fire                |
| 1945       | Kịch bản chuyển thể | Double Indemnity            |
| 1945       | Đạo diễn            | Double Indemnity            |
| 1949       | Kịch bản chuyển thể | A Foreign Affair            |
| 1951       | Đạo diễn            | Sunset Boulevard            |
| 1952       | Kịch bản chuyển thể | Ace in the Hole             |
| 1954       | Đạo diễn            | Stalag 17                   |
| 1955       | Kịch bản chuyển thể | Sabrina                     |
| 1955       | Đạo diễn            | Sabrina                     |
| 1958       | Đạo diễn            | Witness for the Prosecution |
| 1960       | Kịch bản chuyển thể | Some Like It Hot            |
| 1960       | Đạo diễn            | Some Like It Hot            |
| 1967       | Kịch bản gốc        | The Fortune Cookie          |